# Любовниково (Касимовский район)
Любовниково — село в России, расположено в Касимовском районе Рязанской области. Входит в состав Которовского сельского поселения.

## Географическое положение
Любовниково расположено примерно в 18 км к востоку от центра города Касимова у впадения реки Муромка в Унжу. Ближайшие населённые пункты — деревня Ватранцы к северу, деревни Мишуково и Аксёново к востоку, деревня Полянки к югу и деревня Высоково к западу.

## История
В XVI в. служилые люди Любовниковы получили поместье в Подлесском стане Шацкого уезда на реке Унже.
С 1767 года в селе Любовниково существует приход церкви Николая чудотворца.
В конце XIX в. село входило в состав Елатомского уезда Тамбовской губернии. В 1862 г. село имело 16 дворов при численности населения 186 человек. В 1911 году в селе было 128 дворов при численности населения 800 человек. Чтобы отличать село от другого одноимённого села в том же уезде село называли Любовниково Подгородное.

## Население
| 2010 |
| ---- |
| 289  |

## Транспорт и связь
Село имеет регулярное автобусное сообщение с районным центром.
В Любовниково имеется одноименное сельское отделение почтовой связи (индекс 391353).

## Люди, связанные с селом
- Молодов, Анатолий Васильевич (1929, село Любовниково) − советский и казахстанский хоровой дирижёр, педагог. Народный артист СССР.
- В 1931 году настоятелем храма в село был направлен Паисий (Рожнов), впоследствии видный деятель Катакомбной церкви. Он служил в деревенской церкви до её закрытия в 1938 году, впоследствии оборудовал в своём доме тайную домашнюю церковь. В 1933 году Паисий стал игуменом тайного монастыря, монахи которого жили в различных сёлах Рязанской, Владимирской и Горьковской областей. Паисий проживал в Любовниково вплоть до своего ареста в 1949 году[5].